# Metopaulias depressus
Metopaulias depressus is een krabbensoort uit de familie van de Sesarmidae. De wetenschappelijke naam van de soort is voor het eerst geldig gepubliceerd in 1896 door Rathbun.